# Højby Sogn (Odsherred Kommune)
 For alternative betydninger, se Højby Sogn. (Se også artikler, som begynder med Højby Sogn)
Højby Sogn er et sogn i Odsherred Provsti (Roskilde Stift).
I 1800-tallet var Højby Sogn et selvstændigt pastorat. Det hørte til Odsherred i Holbæk Amt. Højby sognekommune blev ved kommunalreformen i 1970 indlemmet i Trundholm Kommune, der ved strukturreformen i 2007 indgik i Odsherred Kommune.
I Højby Sogn ligger Højby Kirke. Lumsås Kirke blev i 1896 indviet som filialkirke til Højby Kirke. Lumsås blev så et kirkedistrikt i Højby Sogn. I 2010, blev Lumsås Kirkedistrikt udskilt som det selvstændige Lumsås Sogn.
I sognet findes følgende autoriserede stednavne:
- Annebjerg (ejerlav, landbrugsejendom)
- Annebjerg Mark (bebyggelse)
- Annebjergnæs (bebyggelse)
- Belsmose (bebyggelse)
- Borrevang (bebyggelse, ejerlav)
- Brunhøj Strand (bebyggelse)
- Damgårds Huse (bebyggelse)
- Ebbeløkke (bebyggelse, ejerlav)
- Ellinge Huse (bebyggelse)
- Ellinge Kohave (bebyggelse)
- Ellinge Kongepart (bebyggelse)
- Ellinge Lyng (bebyggelse, ejerlav)
- Ellinge Mark (bebyggelse)
- Engmose (bebyggelse)
- Gudmindrup (bebyggelse, ejerlav)
- Gudmindrup Lyng (bebyggelse)
- Holmstrup (bebyggelse, ejerlav)
- Hunstrup (bebyggelse)
- Højby (bebyggelse, ejerlav)
- Højby Lyng (bebyggelse)
- Klint (bebyggelse, ejerlav)
- Klint Bakker (bebyggelse)
- Klint Fladvand (bebyggelse)
- Klintehuse (bebyggelse)
- Klintsø (bebyggelse)
- Lille Stårup (bebyggelse)
- Lumsås (bebyggelse, ejerlav)
- Lumsås Old (bebyggelse)
- Maglebjerg (areal)
- Nordstrand (bebyggelse)
- Nygård (bebyggelse, ejerlav)
- Nyled (bebyggelse)
- Nyrup (bebyggelse, ejerlav)
- Reberne (bebyggelse)
- Snekkebjerg (bebyggelse)
- Sonnerup (bebyggelse, ejerlav)
- Sonnerup Skov (areal)
- Stenstrup (bebyggelse, ejerlav)
- Stenstrup Lyng (bebyggelse)
- Stylsvig Huse (bebyggelse)
- Stårup (bebyggelse, ejerlav)
- Syvhøj (bebyggelse)
- Søbjerg (bebyggelse)
- Tengslemark (bebyggelse, ejerlav)
- Tengslemark Lyng (bebyggelse)
- Tinghulerne (bebyggelse)
- Tjørneholm (bebyggelse)
- Trundholm Mose (areal)